# Старые большевики
Старые большевики — получившее распространение после Октябрьской революции наименование для членов РСДРП(б), а позже — РКП(б) и ВКП(б), стаж пребывания которых в рядах большевиков начал исчисляться в период существования Российской империи.
После Октябрьской революции 1917 года многие старые большевики заняли видные партийные и государственные посты. Те, кто не умерли от естественных причин, были отстранены от власти в ходе Большого террора в конце 1930-х годов.

## Определение
Существует мнение, что «старым большевиком» изначально мог называться только член партии, примкнувший к большевистскому лагерю до революции 1905 года. Такой смысл в это понятие вкладывал, в частности, Вячеслав Молотов. На вопрос Феликса Чуева, считает ли он себя «старым большевиком», Молотов ответил:
Я, между прочим, себя никогда не считал старым большевиком — до последнего времени. Почему? Старые большевики были в 1905 году, большевики сложились до пятого года.
 — А вы в шестом году мальчиком были. В 16 лет были членом партии.
 — Ну и что. Какой я старый большевик?
 — В 1912 году «Правду» выпустили.
 — Ну я уже в период революции и после революции мог себя считать старым большевиком, но рядом сидели бородачи, которые в 1905-м уже командовали, возглавляли… Вполне в отцы нам годились, вполне, конечно. Я прислушивался к ним, правда, хотя я вместе с тем довольно высоко наверху стоял, а перед февральской революцией был в Бюро ЦК, один из трех, и в революции участвовал активно, — и все-таки я ещё не из старой ленинской партии 1903—1904 годов. Но я очень близко к ним примыкаю, очень близко.
Само понятие имеет двоякое значение. Согласно уставу Всесоюзного общества старых большевиков, старыми большевиками считались «члены ВКП (б) с непрерывным партийным стажем не менее 18 лет, на протяжении пребывания в партии не прекращавшие работы по распространению идей большевизма и борьбы за реализацию его программных целей». Этим критериям соответствовали 2102 человека, состоявших в рядах Общества на момент его ликвидации. В более широком смысле под «старыми большевиками» понимали членов ВКП(б), вступивших в партию во время её борьбы за политическую власть (1898—1918 годы), а также в период борьбы с внутренней контрреволюцией и иностранной военной интервенцией (1918—1920 годы, для Дальнего Востока − 1918—1922 годы).

## Общество старых большевиков
В 1922 году ЦК РКП(б) создал Общество старых большевиков для партийных ветеранов.
Среди членов общества были:
- Бондарев, Тихон Лаврентьевич
- Михайлов, Лев Михайлович
- Фишер, Генрих Матвеевич
- Голубь, Александр Наумович
- Самойлов, Фёдор Никитич
- Енукидзе, Авель Сафронович
- Ленгник, Фридрих Вильгельмович
- Лепешинский, Пантелеймон Николаевич
- Лядов, Мартын Николаевич
- Николаев, Михаил Степанович
- Ногин, Виктор Павлович
- Смидович, Софья Николаевна
- Стопани, Александр Митрофанович
- Шумяцкий, Борис Захарович
- Воеводин, Пётр Иванович
- Ольминский, Михаил Степанович (председатель в 1922—1931)
- Ярославский, Емельян Михайлович (председатель в 1931—1935)
- Губельман, Моисей Израилевич (членский билет № 298[3])
- Шведчиков, Константин Матвеевич (членский билет № 100[4])